# Japan Soccer League 1979
La temporada de 1979 fue la décima edición de la Liga de fútbol de Japón , el mayor nivel de campeonato de fútbol japonés.

## Primera División
| Pos | Club               | Pts | W  | PK(W) | PK(L) | L  | GF | GA | GD  | Notes     |
| 1   | Fujita Engineering | 53  | 12 | 1     | 3     | 2  | 36 | 15 | +21 | Campeones |
| 2   | Yomiuri            | 44  | 10 | 0     | 4     | 4  | 48 | 26 | +22 |           |
| 3   | Hitachi            | 44  | 8  | 5     | 2     | 3  | 23 | 18 | +5  |           |
| 4   | Yanmar Diesel      | 40  | 9  | 1     | 2     | 6  | 28 | 21 | +7  |           |
| 5   | Furukawa Electric  | 40  | 7  | 5     | 2     | 4  | 28 | 22 | +6  |           |
| 6   | Toyo Kogyo         | 33  | 5  | 4     | 5     | 4  | 20 | 19 | +1  |           |
| 7   | Mitsubishi Motors  | 32  | 5  | 5     | 2     | 6  | 16 | 20 | -4  |           |
| 8   | Nippon Steel       | 29  | 6  | 2     | 1     | 9  | 23 | 25 | -2  |           |
| 9   | Nippon Kokan       | 10  | 1  | 1     | 4     | 12 | 17 | 43 | -26 | Promoción |
| 10  | Nissan             | 9   | 1  | 2     | 1     | 14 | 9  | 39 | -30 | Promoción |

### Promoción
| Primera División | Ida        | Vuelta | Segunda División     |
| ---------------- | ---------- | ------ | -------------------- |
| Nippon Kokan     | 0-0(PK3-4) | 1-2    | Yamaha Motors        |
| Nissan Motors    | 4-1        | 2-1    | Toshiba Horikawa-cho |

Yamaha asciende por primera vez, NKK desciende de igual manera.

## Segunda División
| Pos | Club                   | Pts | W  | PK(W) | PK(L) | L  | GF | GA | GD  | Notes                          |
| 1   | Toshiba                | 48  | 10 | 3     | 2     | 3  | 36 | 23 | +13 | Promoción con Primera División |
| 2   | Yamaha Motors          | 47  | 10 | 2     | 3     | 3  | 33 | 19 | +14 | Promoción con Primera División |
| 3   | Fujitsu                | 47  | 11 | 0     | 3     | 4  | 29 | 18 | +11 |                                |
| 4   | Honda                  | 44  | 10 | 1     | 2     | 5  | 31 | 25 | +6  |                                |
| 5   | Yanmar Club            | 36  | 8  | 2     | 0     | 8  | 37 | 30 | +7  | Cerrado                        |
| 6   | Tanabe Pharmaceuticals | 28  | 7  | 0     | 0     | 11 | 21 | 21 | 0   |                                |
| 7   | Toyota Motors          | 28  | 5  | 3     | 2     | 8  | 21 | 29 | -8  |                                |
| 8   | Kofu Club              | 26  | 5  | 2     | 2     | 9  | 26 | 42 | -16 |                                |
| 9   | Teijin S.C. Matsuyama  | 25  | 5  | 1     | 3     | 9  | 24 | 30 | -6  | Promoción con Liga de Ascenso  |
| 10  | Sumitomo               | 14  | 2  | 3     | 0     | 13 | 15 | 36 | -21 | Promoción con Liga de Ascenso  |

### Promoción
| JSL                   | Ida | Vuelta | Liga de Ascenso  |
| --------------------- | --- | ------ | ---------------- |
| Teijin S.C. Matsuyama | 2-1 | 1-1    | Kyoto Shiko Club |
| Sumitomo              | 1-0 | 3-1    | Daikyo Oil       |

No hubo descensos. Debido al retiro del Yanmar Club (el equipo de reserva del Yanmar Diesel), Daikyo fue ascendido.